# Libertum
Libertum, een samenstelling van 'libertas' (vrijheid) en 'museum' (tot mei 2019 Verzetsmuseum Zuid-Holland) was een Nederlands museum over actuele thema's als vrede en vrijheid. In dit museum stond de verbinding tussen het heden en de geschiedenis van het verzet tijdens de Tweede Wereldoorlog centraal.

## Geschiedenis
Verzetsmuseum Zuid-Holland was op 20 maart 1985 opgericht op initiatief van het Goudse 5 mei-comité. Het museum was van 1986 tot november 2018 gevestigd in de binnenstad van Gouda in een voormalig bankgebouw, Wed. Knox en Dortland, aan de Turfmarkt 30-32. In de binnentuin van het museum stonden enige replica's van Nederlandse verzetsmonumenten (zie afbeeldingen). Na een grote eindtentoonstelling heeft het museum op 31 december 2018 het pand aan de Turfmarkt verlaten en is verhuisd naar het adres Klein Amerika 20 te Gouda in de 'Chocoladefabriek', waar ook de Stadsbibliotheek en het Streekarchief Midden-Holland zijn gevestigd. In 2023 hoopt het museum hier haar deuren te heropenen.

## Einde van Libertum
Met het besluit van de gemeenteraad van 7 juni 2023 om geen financiële steun meer te verlenen aan Libertum, wegens chronisch geldgebrek, komt er definitief een einde aan de organisatie. Het museum zal niet meer worden geopend.
In december 2023 konden bruikleengevers, indien men dit wenste, de bruikleengoederen ophalen. De collectie van Libertum bestaat uit historische documentatie en schilderijen en stukken die iets vertellen over de oorlogshistorie van Midden-Holland. Alle stukken en documentatie die niet worden opgehaald of waren geschonken aan Libertum, worden overgedragen aan Streekarchief Midden-Holland, Museum Gouda, waaronder Joods Gouds Erfgoed, NIOD, Museum Bronbeek (de Indonesische periode), Museum Huis Doorn en andere gespecialiseerde musea.

## Replica's verzetsmonumenten in de museumtuin
In 2018 zijn de replica's uit de museumtuin verwijderd en opgeslagen. Mogelijk in het depot van het Streekarchief Midden-Holland of het depot van de Kunstwacht in Delft.
De replica van het Monument voor de Stijkelgroep ging in 2023 naar de Oude Begraafplaats in Katwijk aan Zee. De keuze voor Katwijk werd ingegeven door het feit dat in deze verzetsgroep drie mannen uit Katwijk actief waren.
In november 2024 werd een deel van de collectie van Libertum, overgedragen aan Museum Huis Doorn. De collectie bestaat onder andere uit de replica's van de verzetsmonumenten uit de Museumtuin, archiefstukken en verder uit objecten als Kampuniformen en NSB-memorabilia.

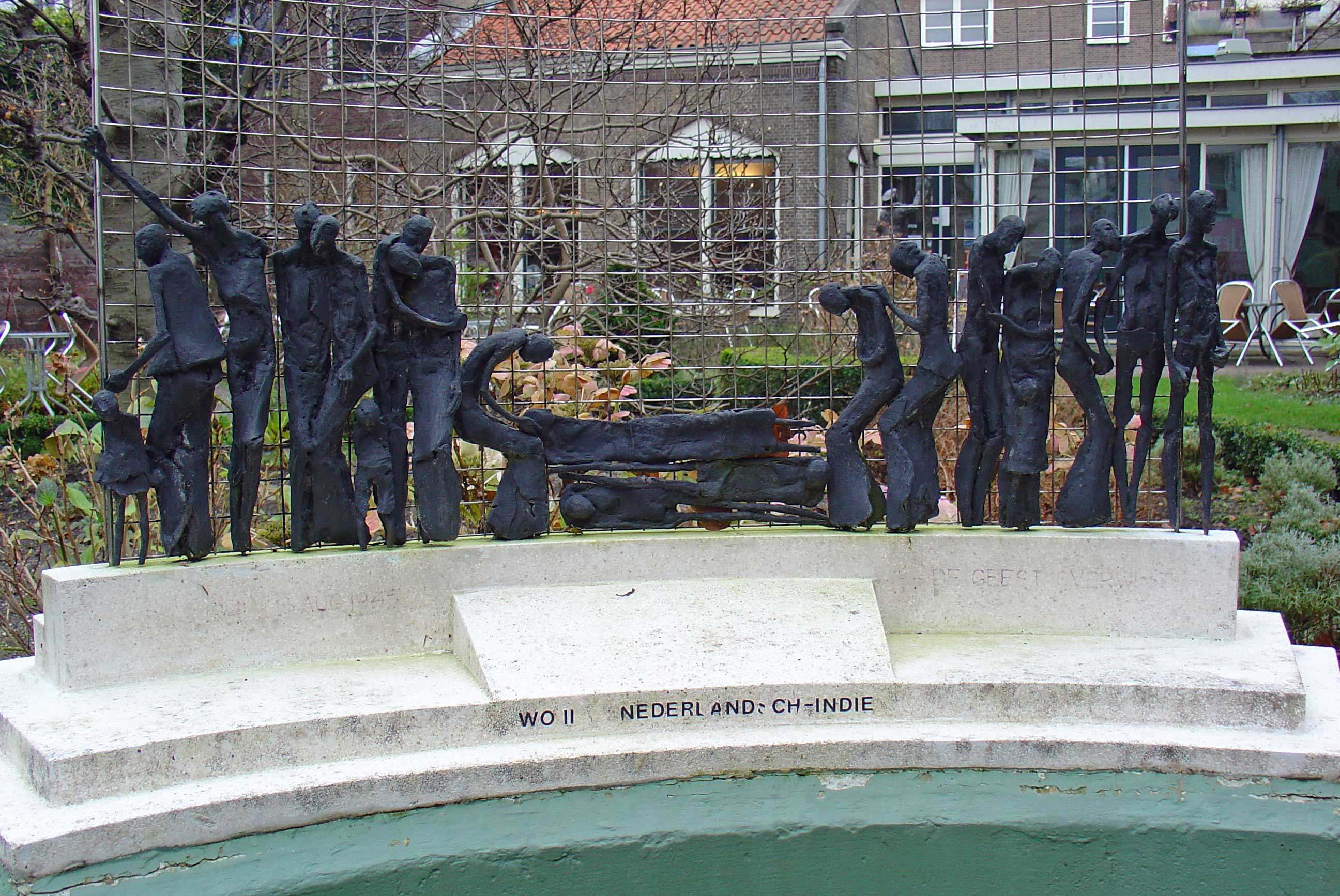
Replica Indisch monument (Jaroslawa Dankowa)
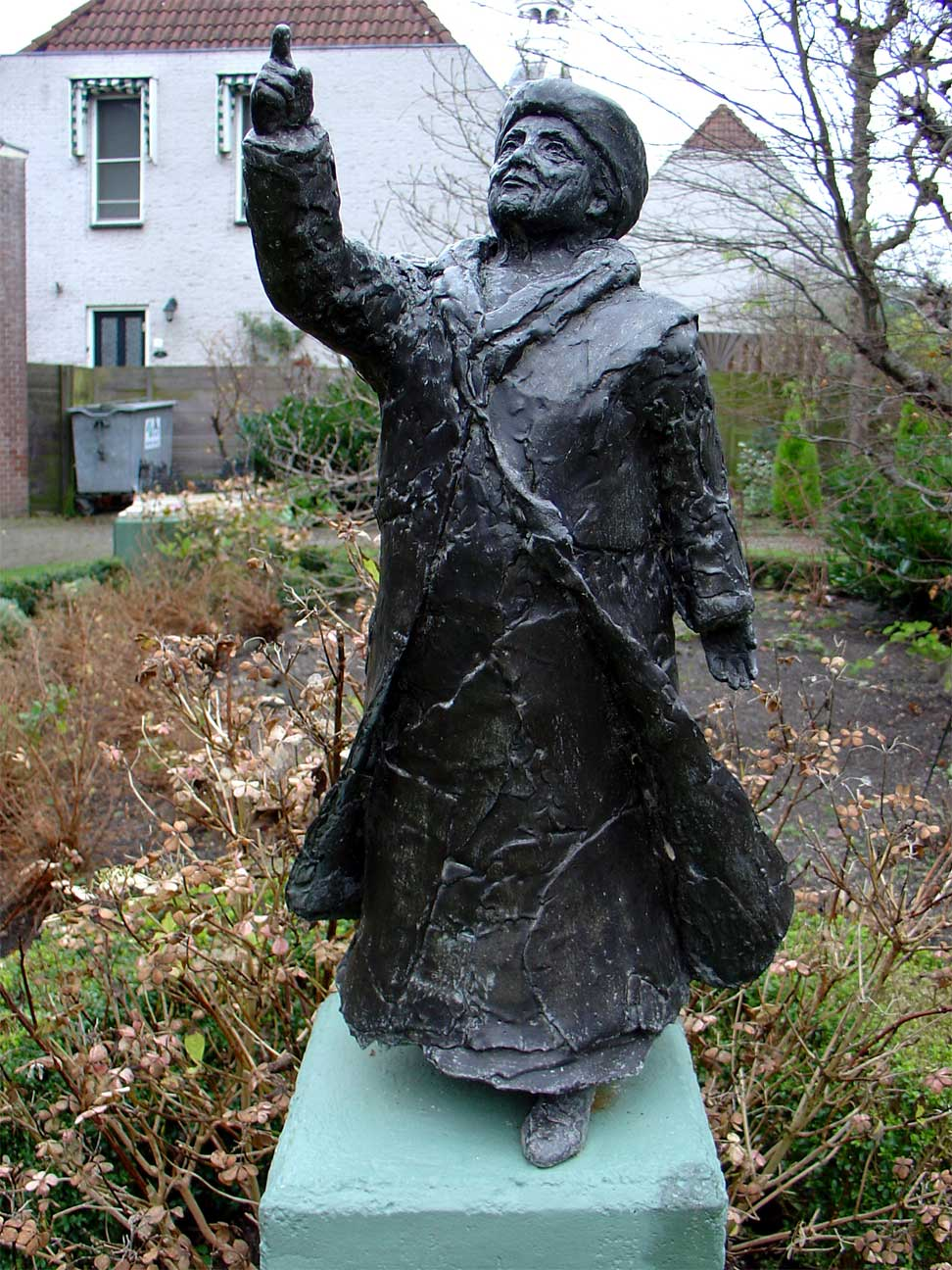
Replica Wilhelmina (Carol Cairns)
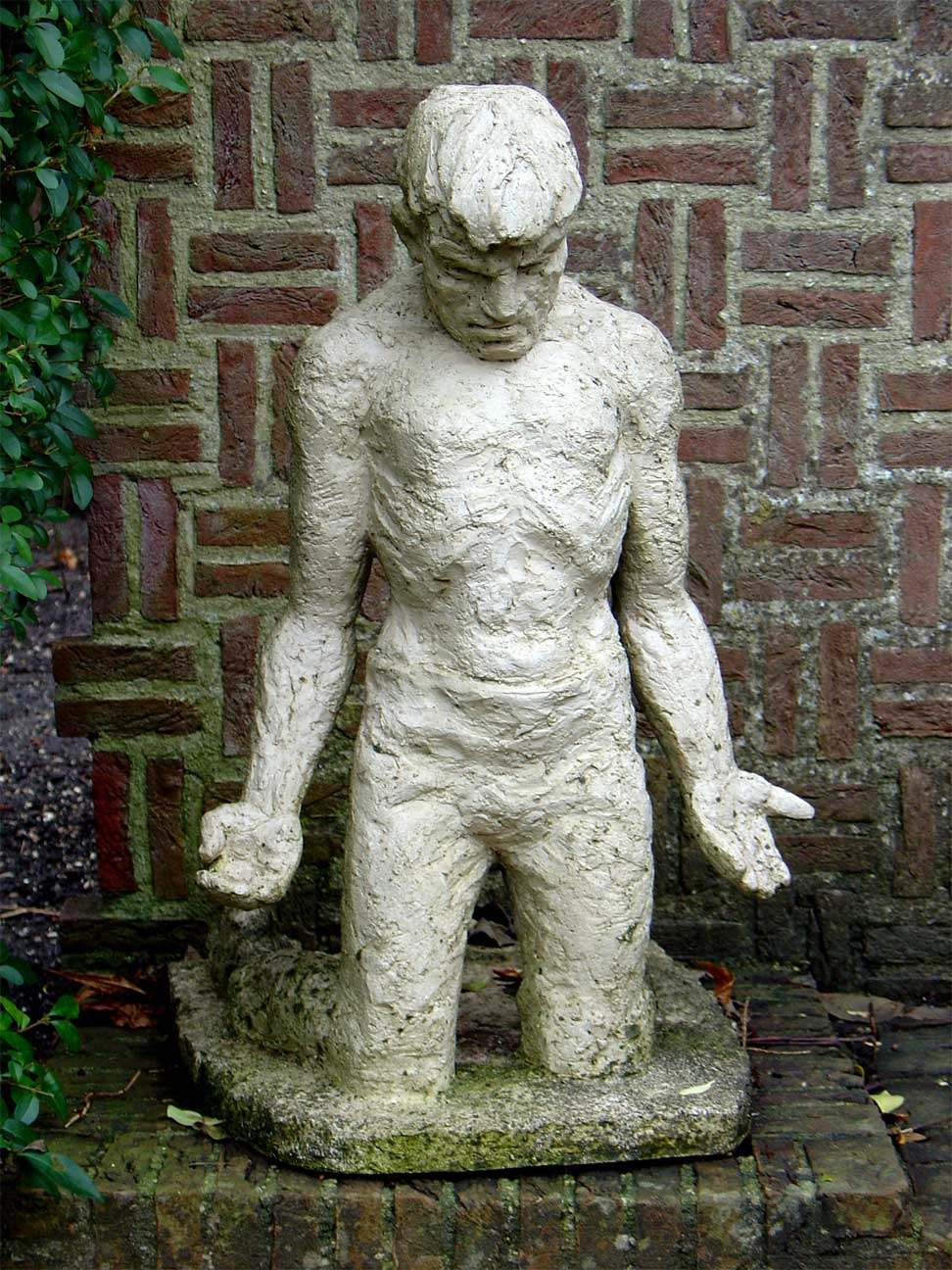
Replica Monument Stijkelgroep (Marian Gobius)

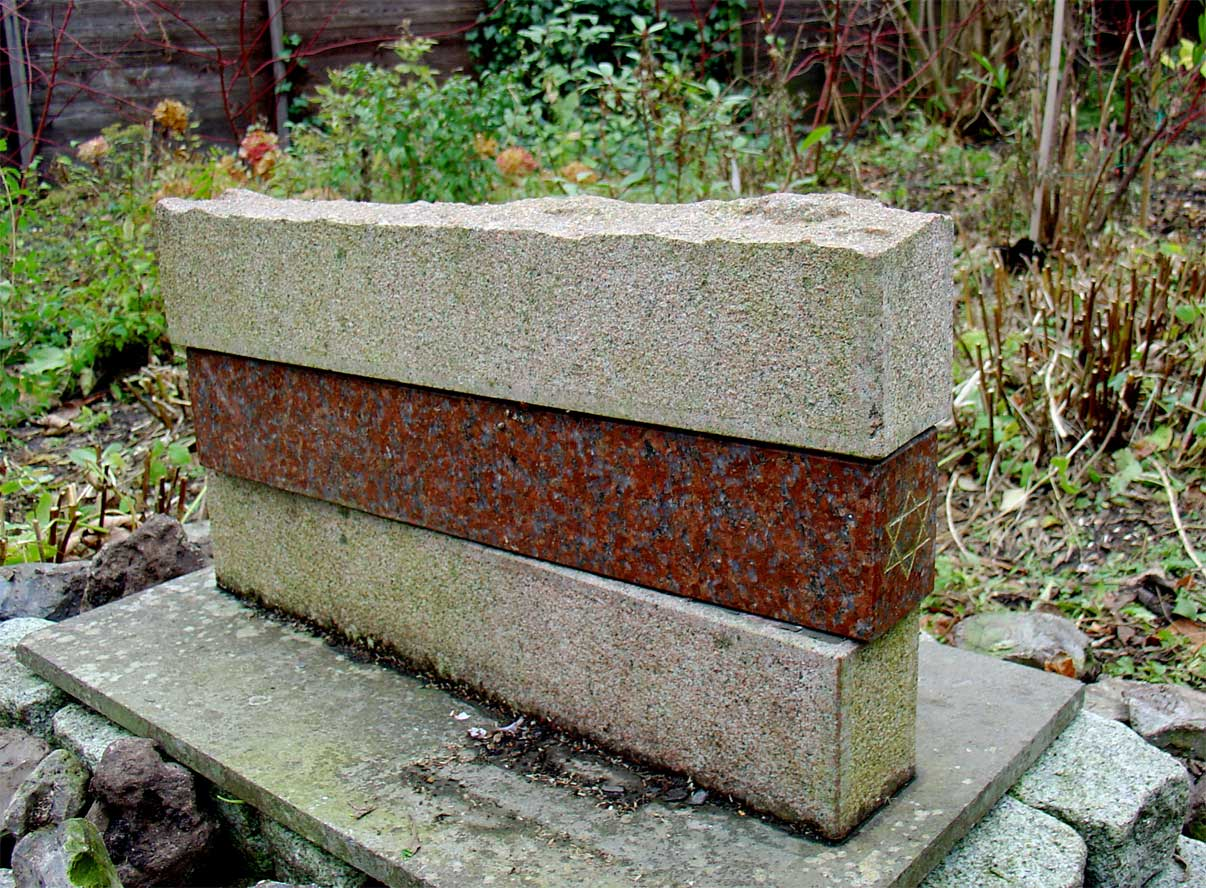
Replica Monument Joodse Alphense Vervolgingsslachtoffers (Dick Elffers)
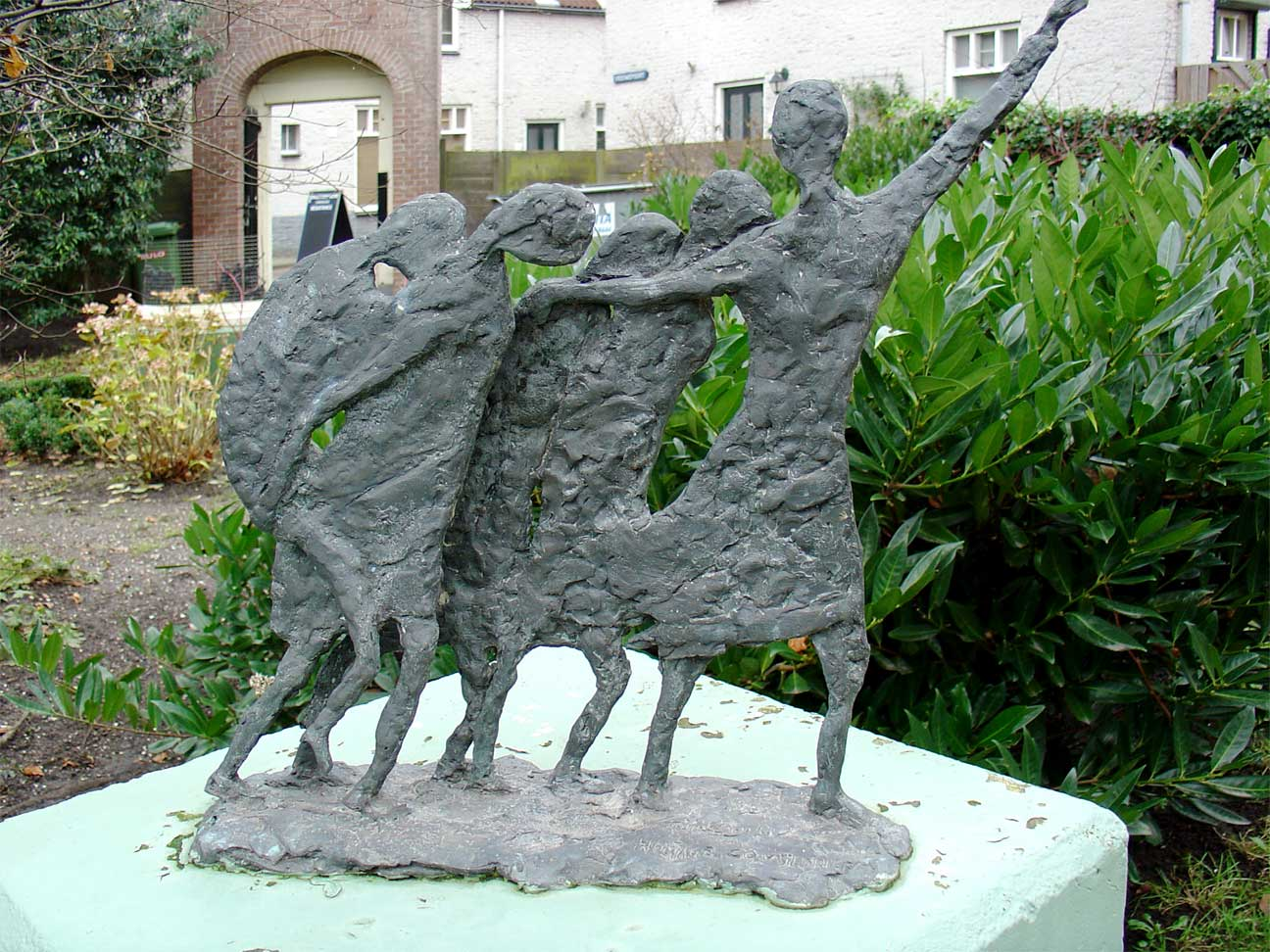
Replica Leidse vrouwen uit het verzet (Truus Menger)
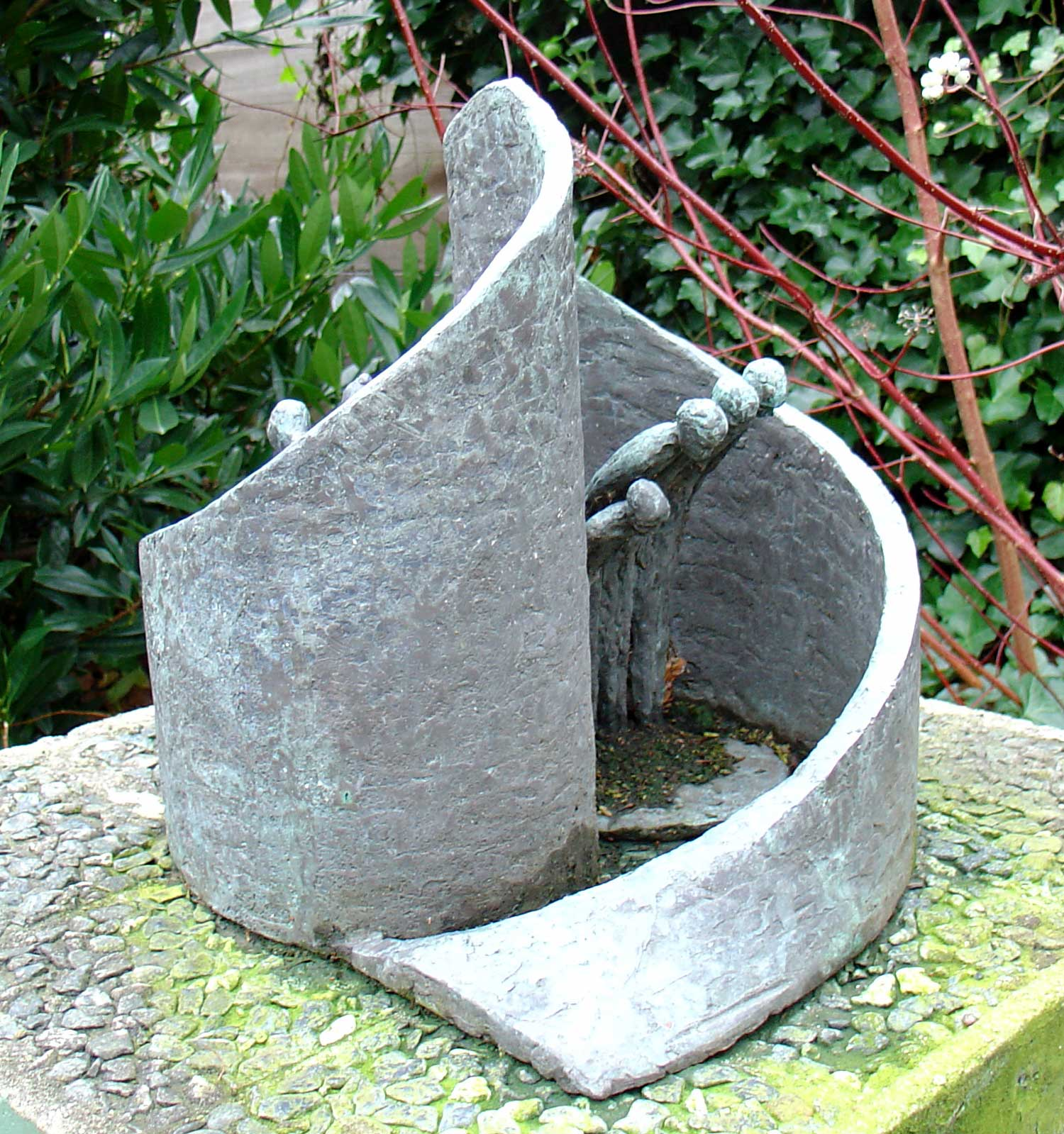
Ontwerp Indisch monument (Rudi Augustinus)